# Gouania rumicina
Gouania rumicina är en brakvedsväxtart som beskrevs av José Jéronimo Triana och Planch.. Gouania rumicina ingår i släktet Gouania och familjen brakvedsväxter. Inga underarter finns listade i Catalogue of Life.